# Comtat de Mohave
El Comtat de Mohave (en anglès Mohave County) és un comtat localitzat al nord-oest de l'estat estatunidenc d'Arizona. Pren el seu nom d'una tribu ameríndia que resideix en la zona nord-occidental d'Arizona, els mohaves. Segons dades del cens del 2010, té 200.186 habitants, el qual representa un augment del 29,1% respecte dels 155.032 habitants registrats en el cens del 2000. La seu de comtat és Kingman i la municipalitat més poblada és Lake Havasu City. El comtat va ser incorporat el 9 de novembre del 1864.

## Història
El Comtat de Mohave va ser un dels quatre comtats originals creats per la Primera Legislatura del Territori d'Arizona. El territori originalment estava definida com a oest de la latitud 113° 20′ i nord del riu Bill Williams. El Comtat de Pah-Ute fou creat d'aquest el 1865 i es va unir de nou amb el Comtat de Mohave el 1871 quan el territori de la majoria del Comtat de Pah-Ute va ser cedit a Nevada el 1866. Les fronteres actuals del comtat van ser establertes el 1881.

## Geografia
Segons l'Oficina del Cens dels Estats Units, el comtat té una àrea total de 34.886,4 quilòmetres quadrats, dels quals 34.477,0 quilòmetres quadrats eren terra i 409,4 quilòmetres quadrats (1,17%) eren aigua.
El comtat és el cinquè més gran dels Estats Units per àrea (excloent boroughs i àrees censals d'Alaska), l'excedia en àrea tan sols el Comtat de San Bernardino (Califòrnia), el Comtat de Coconino (Arizona), el Comtat de Nye (Nevada) i el Comtat d'Elko (Nevada). El comtat té un total de 2.582 quilòmetres quadrats més que Catalunya.
El riu Colorado forma la majoria de la frontera occidental del comtat, i passa a més per les fronteres de Califòrnia, Nevada i Utah. El riu va de l'est a l'oest pel Comtat de Mohave, dividint-lo en dues regions geogràfiques d'Arizona: l'Arizona Strip al nord i el Desert de Mojave al sud.

### Reserves índies
- Reserva índia Fort Mojave
- Reserva índia Hualapai
- Reserva índia Kaibab

### Àrees nacionals protegides
- Bill Williams River National Wildlife Refuge (part)
- Grand Canyon National Park (part)
- Grand Canyon-Parashant National Monument
- Havasu National Wildlife Refuge (part)
- Kaibab National Forest (part)
- Lake Mead National Recreation Area (part)
- Pipe Spring National Monument

### Comtats adjacents
|  |  |  |
|  |  |  |
|  |  |  |

## Clima
El Comtat de Mohave té un clima àrid (Köppen BWh). Els estius acostumen a ser molt calorosos i la vegetació en la majoria del comtat no és comuna.
| Paràmetres climàtics mitjans de Bullhead City | Paràmetres climàtics mitjans de Bullhead City | Paràmetres climàtics mitjans de Bullhead City | Paràmetres climàtics mitjans de Bullhead City | Paràmetres climàtics mitjans de Bullhead City | Paràmetres climàtics mitjans de Bullhead City | Paràmetres climàtics mitjans de Bullhead City | Paràmetres climàtics mitjans de Bullhead City | Paràmetres climàtics mitjans de Bullhead City | Paràmetres climàtics mitjans de Bullhead City | Paràmetres climàtics mitjans de Bullhead City | Paràmetres climàtics mitjans de Bullhead City | Paràmetres climàtics mitjans de Bullhead City | Paràmetres climàtics mitjans de Bullhead City |
| Mes                                           | Gen.                                          | Feb.                                          | Mar.                                          | Abr.                                          | Mai.                                          | Jun.                                          | Jul.                                          | Ago.                                          | Set.                                          | Oct.                                          | Nov.                                          | Des.                                          | Anual                                         |
| --------------------------------------------- | --------------------------------------------- | --------------------------------------------- | --------------------------------------------- | --------------------------------------------- | --------------------------------------------- | --------------------------------------------- | --------------------------------------------- | --------------------------------------------- | --------------------------------------------- | --------------------------------------------- | --------------------------------------------- | --------------------------------------------- | --------------------------------------------- |
| Temperatura màxima registrada °C (°F)         | 28 (82,4)                                     | 34 (93,2)                                     | 39 (102,2)                                    | 42 (107,6)                                    | 48 (118,4)                                    | 52 (125,6)                                    | 52 (125,6)                                    | 50 (122)                                      | 47 (116,6)                                    | 44 (111,2)                                    | 34 (93,2)                                     | 31 (87,8)                                     | 52 (125,6)                                    |
| Temperatura mínima registrada °C (°F)         | −4 (24,8)                                     | −2 (28,4)                                     | 1 (33,8)                                      | 4 (39,2)                                      | 8 (46,4)                                      | 13 (55,4)                                     | 18 (64,4)                                     | 16 (60,8)                                     | 12 (53,6)                                     | 3 (37,4)                                      | −1 (30,2)                                     | −5 (23)                                       | −5 (23)                                       |
| Temperatura diària màxima °C (°F)             | 18 (64,4)                                     | 22 (71,6)                                     | 26 (78,8)                                     | 31 (87,8)                                     | 36 (96,8)                                     | 42 (107,6)                                    | 44 (111,2)                                    | 43 (109,4)                                    | 39 (102,2)                                    | 32 (89,6)                                     | 24 (75,2)                                     | 18 (64,4)                                     | 31,3 (88,3)                                   |
| Temperatura diària mínima °C (°F)             | 6 (42,8)                                      | 8 (46,4)                                      | 10 (50)                                       | 13 (55,4)                                     | 18 (64,4)                                     | 23 (73,4)                                     | 26 (78,8)                                     | 26 (78,8)                                     | 22 (71,6)                                     | 16 (60,8)                                     | 9 (48,2)                                      | 6 (42,8)                                      | 18,3 (64,9)                                   |
| Precipitació total mm (polzades)              | 24,1 (0,9)                                    | 25,1 (1)                                      | 23,6 (0,9)                                    | 4,3 (0,2)                                     | 2 (0,1)                                       | 0,3 (0)                                       | 7,4 (0,3)                                     | 17,3 (0,7)                                    | 11,2 (0,4)                                    | 9,4 (0,4)                                     | 10,4 (0,4)                                    | 13 (0,5)                                      | 148,1 (5,8)                                   |
| Font: The Weather Channel                     |                                               |                                               |                                               |                                               |                                               |                                               |                                               |                                               |                                               |                                               |                                               |                                               |                                               |

| Paràmetres climàtics mitjans de Kingman | Paràmetres climàtics mitjans de Kingman | Paràmetres climàtics mitjans de Kingman | Paràmetres climàtics mitjans de Kingman | Paràmetres climàtics mitjans de Kingman | Paràmetres climàtics mitjans de Kingman | Paràmetres climàtics mitjans de Kingman | Paràmetres climàtics mitjans de Kingman | Paràmetres climàtics mitjans de Kingman | Paràmetres climàtics mitjans de Kingman | Paràmetres climàtics mitjans de Kingman | Paràmetres climàtics mitjans de Kingman | Paràmetres climàtics mitjans de Kingman | Paràmetres climàtics mitjans de Kingman |
| Mes                                     | Gen.                                    | Feb.                                    | Mar.                                    | Abr.                                    | Mai.                                    | Jun.                                    | Jul.                                    | Ago.                                    | Set.                                    | Oct.                                    | Nov.                                    | Des.                                    | Anual                                   |
| --------------------------------------- | --------------------------------------- | --------------------------------------- | --------------------------------------- | --------------------------------------- | --------------------------------------- | --------------------------------------- | --------------------------------------- | --------------------------------------- | --------------------------------------- | --------------------------------------- | --------------------------------------- | --------------------------------------- | --------------------------------------- |
| Temperatura màxima registrada °C (°F)   | 25 (77)                                 | 27 (80,6)                               | 29 (84,2)                               | 34 (93,2)                               | 39 (102,2)                              | 43 (109,4)                              | 43 (109,4)                              | 42 (107,6)                              | 43 (109,4)                              | 36 (96,8)                               | 31 (87,8)                               | 25 (77)                                 | 43 (109,4)                              |
| Temperatura mínima registrada °C (°F)   | −18 (−0,4)                              | −18 (−0,4)                              | −9 (15,8)                               | −8 (17,6)                               | −3 (26,6)                               | 3 (37,4)                                | 8 (46,4)                                | 7 (44,6)                                | 2 (35,6)                                | −7 (19,4)                               | −11 (12,2)                              | −19 (−2,2)                              | −19 (−2,2)                              |
| Temperatura diària màxima °C (°F)       | 13 (55,4)                               | 15 (59)                                 | 17 (62,6)                               | 22 (71,6)                               | 27 (80,6)                               | 33 (91,4)                               | 35 (95)                                 | 33 (91,4)                               | 30 (86)                                 | 24 (75,2)                               | 17 (62,6)                               | 12 (53,6)                               | 23,2 (73,8)                             |
| Temperatura diària mínima °C (°F)       | −2 (28,4)                               | −1 (30,2)                               | 1 (33,8)                                | 4 (39,2)                                | 9 (48,2)                                | 14 (57,2)                               | 17 (62,6)                               | 17 (62,6)                               | 13 (55,4)                               | 7 (44,6)                                | 2 (35,6)                                | −2 (28,4)                               | 6,6 (43,9)                              |
| Precipitació total mm (polzades)        | 0 (0)                                   | 0 (0)                                   | 0 (0)                                   | 0 (0)                                   | 0 (0)                                   | 0 (0)                                   | 35,6 (1,4)                              | 78,7 (3,1)                              | 10,2 (0,4)                              | 0 (0)                                   | 0 (0)                                   | 0 (0)                                   | 124,5 (4,9)                             |
| Font: The Weather Channel               |                                         |                                         |                                         |                                         |                                         |                                         |                                         |                                         |                                         |                                         |                                         |                                         |                                         |

| Paràmetres climàtics mitjans de Lake Havasu City | Paràmetres climàtics mitjans de Lake Havasu City | Paràmetres climàtics mitjans de Lake Havasu City | Paràmetres climàtics mitjans de Lake Havasu City | Paràmetres climàtics mitjans de Lake Havasu City | Paràmetres climàtics mitjans de Lake Havasu City | Paràmetres climàtics mitjans de Lake Havasu City | Paràmetres climàtics mitjans de Lake Havasu City | Paràmetres climàtics mitjans de Lake Havasu City | Paràmetres climàtics mitjans de Lake Havasu City | Paràmetres climàtics mitjans de Lake Havasu City | Paràmetres climàtics mitjans de Lake Havasu City | Paràmetres climàtics mitjans de Lake Havasu City | Paràmetres climàtics mitjans de Lake Havasu City |
| Mes                                              | Gen.                                             | Feb.                                             | Mar.                                             | Abr.                                             | Mai.                                             | Jun.                                             | Jul.                                             | Ago.                                             | Set.                                             | Oct.                                             | Nov.                                             | Des.                                             | Anual                                            |
| ------------------------------------------------ | ------------------------------------------------ | ------------------------------------------------ | ------------------------------------------------ | ------------------------------------------------ | ------------------------------------------------ | ------------------------------------------------ | ------------------------------------------------ | ------------------------------------------------ | ------------------------------------------------ | ------------------------------------------------ | ------------------------------------------------ | ------------------------------------------------ | ------------------------------------------------ |
| Temperatura màxima registrada °C (°F)            | 28 (82,4)                                        | 32 (89,6)                                        | 38 (100,4)                                       | 42 (107,6)                                       | 47 (116,6)                                       | 53 (127,4)                                       | 52 (125,6)                                       | 51 (123,8)                                       | 48 (118,4)                                       | 43 (109,4)                                       | 35 (95)                                          | 28 (82,4)                                        | 53 (127,4)                                       |
| Temperatura mínima registrada °C (°F)            | −4 (24,8)                                        | 0 (32)                                           | 3 (37,4)                                         | 7 (44,6)                                         | 9 (48,2)                                         | 16 (60,8)                                        | 20 (68)                                          | 22 (71,6)                                        | 16 (60,8)                                        | 7 (44,6)                                         | −1 (30,2)                                        | 0 (32)                                           | −4 (24,8)                                        |
| Temperatura diària màxima °C (°F)                | 19,3 (66,7)                                      | 21,7 (71,1)                                      | 26,2 (79,2)                                      | 30,6 (87,1)                                      | 36,3 (97,3)                                      | 41,3 (106,3)                                     | 44,1 (111,4)                                     | 43,3 (109,9)                                     | 39,9 (103,8)                                     | 32,6 (90,7)                                      | 24,3 (75,7)                                      | 18,2 (64,8)                                      | 31,5 (88,7)                                      |
| Temperatura diària mínima °C (°F)                | 6,8 (44,2)                                       | 8,7 (47,7)                                       | 11,4 (52,5)                                      | 15,2 (59,4)                                      | 20,7 (69,3)                                      | 25,0 (77)                                        | 29,5 (85,1)                                      | 29,1 (84,4)                                      | 24,7 (76,5)                                      | 17,1 (62,8)                                      | 10,7 (51,3)                                      | 6,4 (43,5)                                       | 17,1 (62,8)                                      |
| Precipitació total mm (polzades)                 | 15,7 (0,6)                                       | 11,7 (0,5)                                       | 9,7 (0,4)                                        | 2 (0,1)                                          | 0,5 (0)                                          | 0,3 (0)                                          | 3,8 (0,1)                                        | 7,1 (0,3)                                        | 7,9 (0,3)                                        | 7,1 (0,3)                                        | 7,1 (0,3)                                        | 10,7 (0,4)                                       | 83,3 (3,3)                                       |
| Font: Western Regional Climate Center            |                                                  |                                                  |                                                  |                                                  |                                                  |                                                  |                                                  |                                                  |                                                  |                                                  |                                                  |                                                  |                                                  |

## Transport

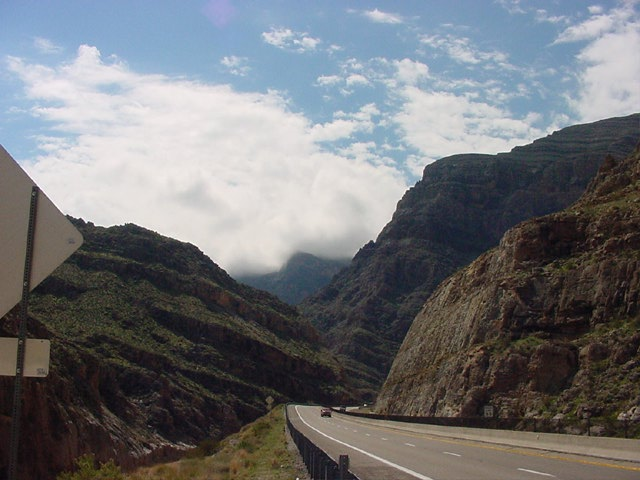
L'Interestatal 15 passant pel comtat

### Autovies principals
- Interestatal 15
- Interestatal 40
- U.S. Route 93
- State Route 66
- State Route 68
- State Route 95
- State Route 389

### Aeroports
El Comtat de Mohave té un total de nou aeroports públics (en parèntesis el codi FAA):
- Eagle Airpark — Bullhead City (A09)
- Aeroport Internacional de Laughlin-Bullhead — Bullhead City (IFP)
- Aeroport de Sun Valley — Bullhead City (A20)
- Aeroport Municipal de Colorado City — Colorado City (AZC)
- Aeroport de Kingman — Kingman (IGM)
- Aeroport de Lake Havasu City — Lake Havasu City (HII)
- Aeroport Pearce Ferry — Meadview (L25)
- Aeroport Grand Canyon West — Peach Springs (1G4)
- Aeroport de Temple Bar — Temple Bar (U30)

## Política
El Comtat de Mohave és tradicionalment un comtat Republicà. L'últim Demòcrata capaç de guanyar el vot popular del comtat va ser Lyndon B. Johnson el 1964. En les eleccions per a governador, el Comtat de Mohave és habitualment un comtat Republicà, ja que des del 1974 set cops ha estat votat un candidat Republicà i tres cops un Demòcrata.
El comtat sencer es troba al 2n districte congressual d'Arizona de la Cambra de Representants dels Estats Units, un districte històricament Republicà que avui en dia és representat pel Republicà Trent Franks de Glendale. En el Senat dels Estats Units és representat per dos Republicans: Jon Kyl i John McCain.

## Demografia

### 2000

Piràmide de població del Comtat de Mohave (2000)

Segons el cens del 2000, hi havia 155.032 habitants, 62.809 llars i 43.401 famílies residint en el comtat. La densitat de població era d'unes 4 persones per quilòmetre quadrat. Hi havia 80.062 cases en una densitat d'unes 2 per quilòmetre quadrat. La composició racial del comtat era d'un90,06% blancs, un 0,54% negres o afroamericans, un 2,41% amerindis, un 0,77% asiàtics, un 0,11% illencs pacífics, un 4,00% d'altres races i un 2,13% de dos o més races. Un 11,08% de la població eren llatinoamericans o hispànics de qualsevol raça.
Hi havia 62.809 llars de les quals un 25,10% tenien menors d'edat vivint-hi, un 55,10% tenien parelles casades vivint juntes, un 9,30% tenien una dona com a cap de la llar sense cap marit present i un 30,90% no eren famílies. Un 24,10% de totes les llars tan sols tenien una persona vivint-hi i un 11,30% tenien una persona vivint-hi major de 64 anys. La mitjana de mida de la llar era de 2,45 persones i la de la família era de 2,87 persones.
Pel comtat la població s'estenia en un 23,10% majors de 17 anys, un 6,50% de 18 a 24 anys, un 23,20% de 25 a 44 anys, un 26,70% de 45 a 64 anys i un 20,50% majors de 64 anys. L'edat mediana era de 43 anys. Per cada 100 dones hi havia 98,90 homes. Per cada 100 dones majors de 17 anys hi havia 96,80 homes.
L'ingrés econòmic anual de mediana per a cada llar en el comtat era de 31.521 $ i l'ingrés econòmic anual de mediana per a cada família era de 36.311 $. Els homes tenien un ingrés econòmic anual de mediana de 28.505 $ mentre que les dones en tenien de 20.632 $. La renda per capita del comtat era de 16.788 $. Un 9,80% de la famílies i un 13,90% de la població vivien per sota del llindar de pobresa, incloent-hi dels quals un 20,40% menors de 18 anys i un 7,70% majors de 64 anys.

### 2010
El cens dels Estats Units del 2010 va informar que el Comtat de Mohave tenia 200.186 habitants. La composició racial del Comtat de Mohave era de 173.878 (86,9%) blancs, 1.882 (0,9%) negres o afroamericans, 4.500 (2,2%) amerindis, 2.103 (1,1%) asiàtics, 341 (0,2%) illencs pacífics, 11.989 (6,0%) d'altres races i 5.493 (2,7%) de dos o més races. Hispànics o llatinoamericans de qualsevol raça formaven el 14,8% (29.569 habitants) de la població.
| Població segons el cens dels Estats Units del 2010 | Població segons el cens dels Estats Units del 2010 | Població segons el cens dels Estats Units del 2010 | Població segons el cens dels Estats Units del 2010 | Població segons el cens dels Estats Units del 2010 | Població segons el cens dels Estats Units del 2010 | Població segons el cens dels Estats Units del 2010 | Població segons el cens dels Estats Units del 2010 | Població segons el cens dels Estats Units del 2010 | Població segons el cens dels Estats Units del 2010 |
| -------------------------------------------------- | -------------------------------------------------- | -------------------------------------------------- | -------------------------------------------------- | -------------------------------------------------- | -------------------------------------------------- | -------------------------------------------------- | -------------------------------------------------- | -------------------------------------------------- | -------------------------------------------------- |
| El comtat                                          | Població total                                     | Blancs                                             | Afroamericans                                      | Amerindis                                          | Asiàtics                                           | Illencs pacífics                                   | Altres races                                       | Dos o més races                                    | Hispans o llatinoamericans (de qualsevol raça)     |
| Comtat de Mohave                                   | 200.186                                            | 173.878                                            | 1.882                                              | 4.500                                              | 2.103                                              | 341                                                | 11.989                                             | 5.493                                              | 29.569                                             |
| Entitats de població                               | Població total                                     | Blancs                                             | Afroamericans                                      | Amerindis                                          | Asiàtics                                           | Illencs pacífics                                   | Altres races                                       | Dos o més races                                    | Hispànics o llatinoamericans (de qualsevol raça)   |
| Arizona Village                                    | 946                                                | 429                                                | 5                                                  | 350                                                | 2                                                  | 1                                                  | 80                                                 | 79                                                 | 239                                                |
| Bullhead City                                      | 39.540                                             | 32.367                                             | 508                                                | 450                                                | 556                                                | 56                                                 | 4.426                                              | 1.174                                              | 9.386                                              |
| Colorado City                                      | 4.821                                              | 4.795                                              | 4                                                  | 1                                                  | 1                                                  | 0                                                  | 12                                                 | 8                                                  | 28                                                 |
| Desert Hills                                       | 2.245                                              | 2.036                                              | 10                                                 | 18                                                 | 11                                                 | 2                                                  | 130                                                | 38                                                 | 301                                                |
| Dolan Springs                                      | 2.033                                              | 1.843                                              | 16                                                 | 22                                                 | 11                                                 | 2                                                  | 92                                                 | 47                                                 | 231                                                |
| Fort Mohave                                        | 14.364                                             | 12.730                                             | 128                                                | 145                                                | 210                                                | 20                                                 | 724                                                | 407                                                | 2.243                                              |
| Golden Valley                                      | 8.370                                              | 7.605                                              | 39                                                 | 128                                                | 72                                                 | 28                                                 | 263                                                | 235                                                | 882                                                |
| Kaibab                                             | 124                                                | 10                                                 | 3                                                  | 103                                                | 0                                                  | 0                                                  | 3                                                  | 5                                                  | 8                                                  |
| Kingman                                            | 28.068                                             | 24.711                                             | 289                                                | 479                                                | 469                                                | 85                                                 | 1.178                                              | 860                                                | 3.503                                              |
| Lake Havasu City                                   | 52.527                                             | 47.335                                             | 363                                                | 544                                                | 504                                                | 67                                                 | 2.483                                              | 1.231                                              | 6.356                                              |
| Littlefield                                        | 308                                                | 213                                                | 0                                                  | 12                                                 | 8                                                  | 0                                                  | 64                                                 | 11                                                 | 110                                                |
| Mesquite Creek                                     | 416                                                | 345                                                | 2                                                  | 21                                                 | 3                                                  | 1                                                  | 34                                                 | 10                                                 | 50                                                 |
| Mohave Valley                                      | 2.616                                              | 2.116                                              | 17                                                 | 102                                                | 14                                                 | 5                                                  | 223                                                | 139                                                | 550                                                |
| Mojave Ranch Estates                               | 52                                                 | 6                                                  | 0                                                  | 28                                                 | 0                                                  | 0                                                  | 11                                                 | 7                                                  | 24                                                 |
| New Kingman-Butler                                 | 12.134                                             | 10.859                                             | 85                                                 | 180                                                | 87                                                 | 23                                                 | 487                                                | 413                                                | 1.482                                              |
| Peach Springs                                      | 1.090                                              | 17                                                 | 5                                                  | 1.050                                              | 0                                                  | 0                                                  | 3                                                  | 15                                                 | 33                                                 |
| Scenic                                             | 1.643                                              | 1.071                                              | 1                                                  | 16                                                 | 4                                                  | 0                                                  | 521                                                | 30                                                 | 682                                                |
| Willow Valley                                      | 1.062                                              | 930                                                | 1                                                  | 49                                                 | 6                                                  | 3                                                  | 37                                                 | 36                                                 | 110                                                |

### Llengües parlades
Segons dades del 2005 de la Modern Language Association, un total de vint-i-tres llengües tenien 20 o més parlants. Les llengües maternes eren les següents.